# Болама (город)
Болама (порт. Bolama) — главный город острова Болама (Гвинея-Бисау), административный центр округа Болама. Раньше он был столицей Португальской Гвинеи. Население составляет всего 4819 человек (по данным переписи 2009 года), а большая часть его архитектуры колониальной эпохи находится в состоянии серьёзного упадка. Город почти окружён мангровыми болотами и в настоящее время в основном известен производством орехов кешью.

## История

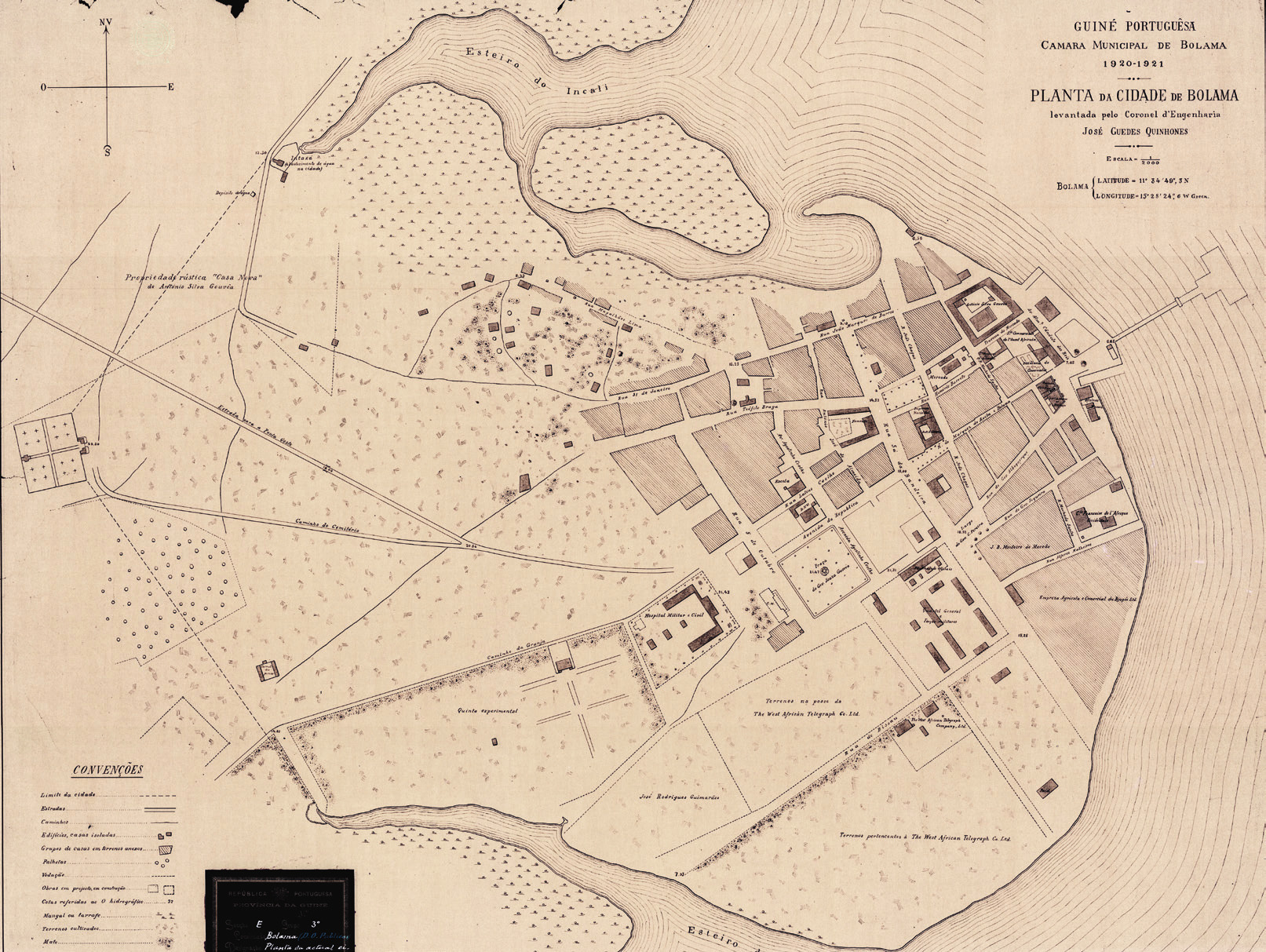
Карта Боламы, 1920

Несмотря на то, что его часто посещали местные жители, остров, по-видимому, был необитаем до 1792 года, когда Филип Бивер, офицер Королевского флота, предпринял неудачную попытку переселить на остров бывших чернокожих рабов из Америки. Большинство поселенцев погибли, а выжившие покинули колонию в ноябре 1793 года и направились в город поселенцев, который позже стал колонией Сьерра-Леоне. Ещё одна попытка колонизации в 1814 году также не удалась. Тем не менее, Великобритания продолжала настаивать на своих территориальных претензиях к городу и острову, надеясь присоединить регион к колониальным владениям в Сьерра-Леоне. Великобритания официально аннексировала это место, сделав его столицей Британской Гвинеи. Это привело к так называемому вопросу о Боламе, дипломатическому конфликту, первоначально поднятому на Мадридской конференции 1861 года и продолжавшемуся до 1870 года, когда он был в конечном итоге урегулирован в ходе арбитражного процесса под наблюдением президента США Улисса С. Гранта. Португальский переговорщик Антониу Хосе де Авила был вознагражден тем, что был объявлен герцогом Авилы и Боламы.
В 1879 году Болама стала первой столицей Португальской Гвинеи, а позже стала логистическим центром для перевозки гидросамолётов. В память о крушении гидросамолета в 1931 году в городе установлена статуя. Однако из-за нехватки пресной воды Болама никогда не могла надеяться превратиться в крупный город, и 6 декабря 1941 года столица колонии была перенесена в Бисау. После этого город Болама медленно приходил в упадок. Многочисленные заброшенные дома теперь служат убежищем для многих тысяч огромных летучих мышей, питающихся фруктами. Каждый вечер эти летучие мыши слетаются на материк, затемняя небо. Руины, в первую очередь дворец губернатора Болама, представляют собой нечто вроде сдержанной туристической достопримечательности. Старые колониальные казармы теперь используются как госпиталь. Завод по переработке фруктов был построен на Боламе вскоре после обретения Гвинеей-Бисау независимости с иностранной помощью Нидерландов. Этот завод производил консервированные соки и желе из плодов кешью. Однако он не мог расширяться и был вынужден прекратить свою деятельность из-за нехватки пресной воды на острове.

## Память об Улиссе Гранте
Металлическая статуя президента США Улисса С. Гранта стояла в городе до августа 2007 года, когда её разбили сборщики металлолома. Грант возглавлял международный арбитражный комитет, который в 1870 году предоставил Боламу Португалии, а не Великобритании. В благодарность изображение Гранта было одной из немногих статуй колониальной эпохи, сохранившихся до независимости в 1970-х годах. Начальная школа в Боламе до сих пор называется школой Улисса Гранта в честь президента.

## Города-побратимы
- Кашкайш, Португалия (2010)[8]
- Фару, Португалия

## Галерея

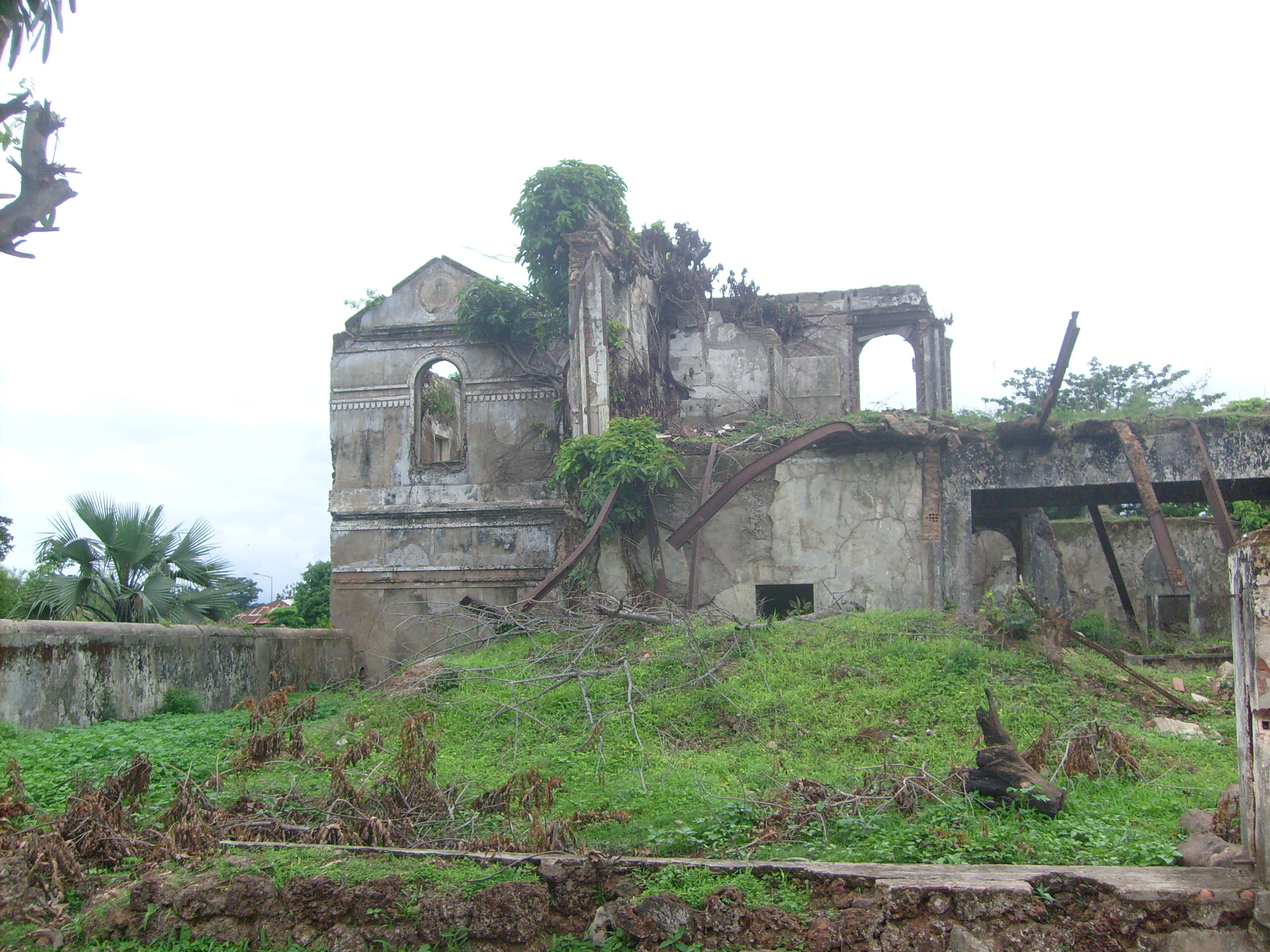
Вездесущие руины на улицах Боламы
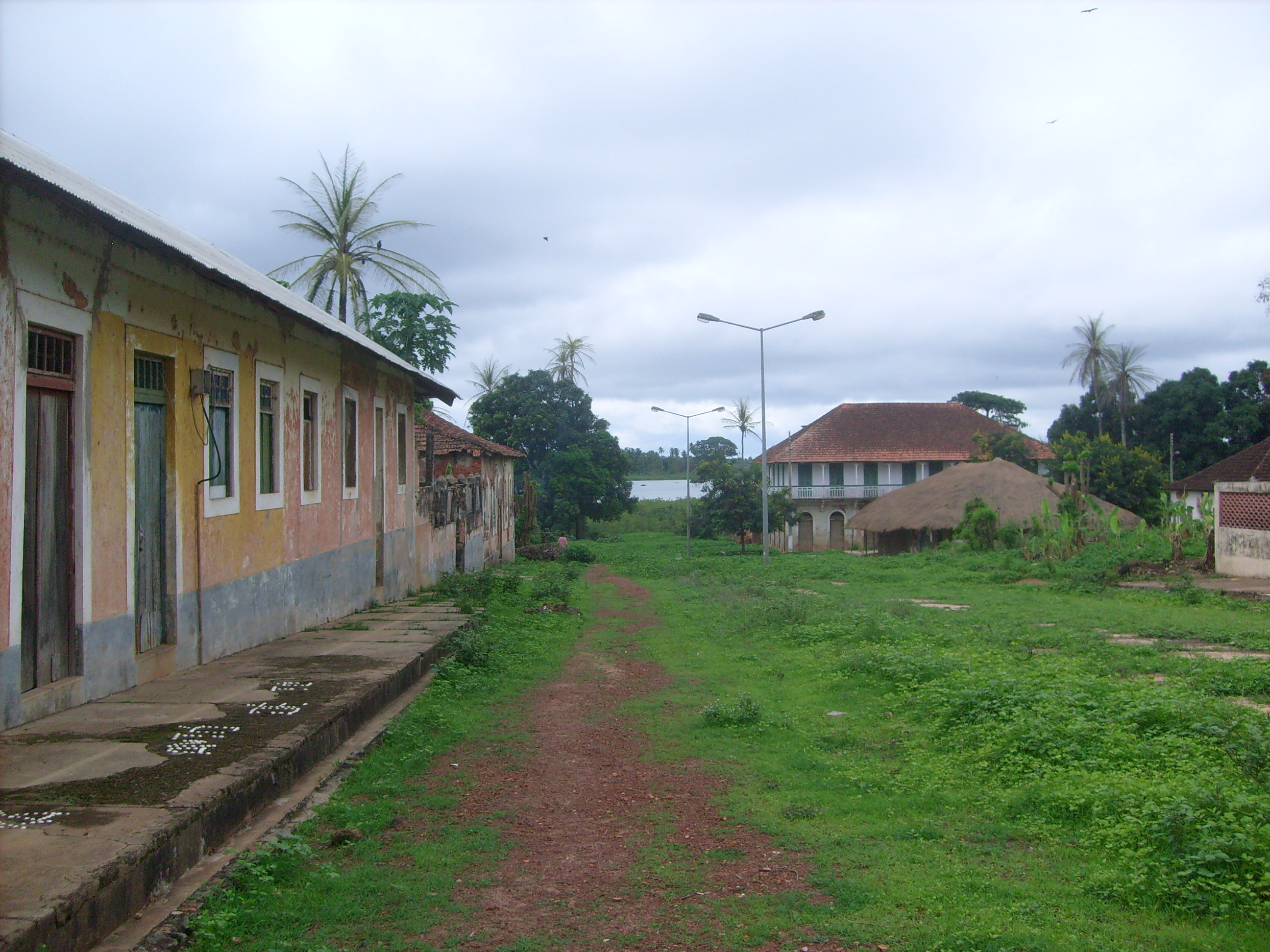
Улица
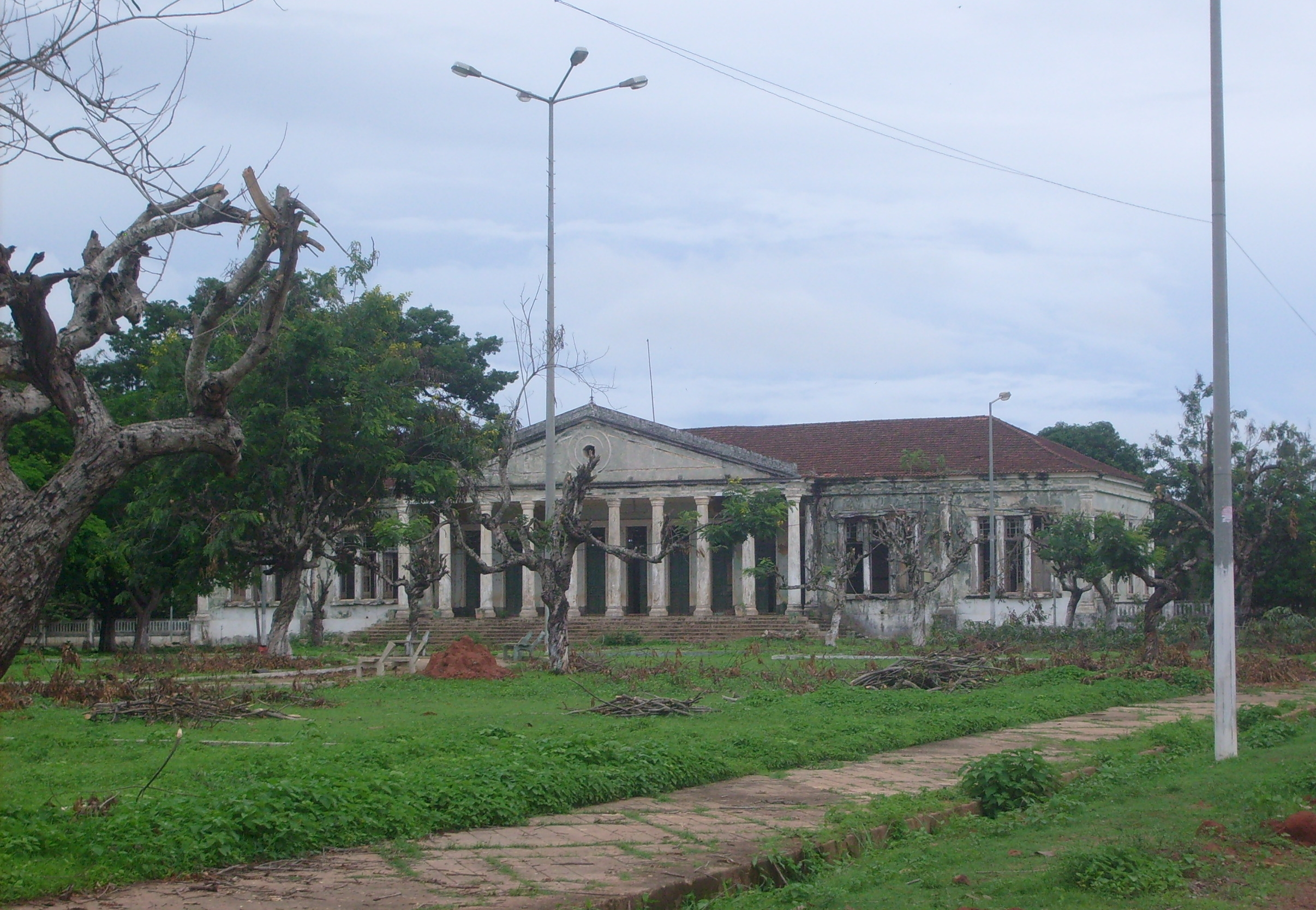
Руины бывшего административного здания